# Українські часописи Львова до 1939 року
Від 1848 року, коли почала виходити перша в історії газета українською народною мовою «Зоря Галицка», до 1939 року у Львові виходило щонайменше 850 українських часописів за даними дослідження «Українські часописи Львова 1848—1939 рр.», яке видав у 4-х книгах Науково-дослідний центр періодики Львівської наукової бібліотеки ім. В. Стефаника НАН України.
Деякі видання були одноденками чи разовими бюлетенями, більшість проіснувала тільки 1-2 роки, а видання, що мали змогу довгий час продовжувати діяльність, виходили кільканадцять чи, навіть, кількадесят років.

## Список
| Назва | Роки виходу                                                 |
| --- | ----------------------------------------------------------- |
| Аматорський театр | 1925—1927                                                   |
| Американський просвітянин | 1925—1926, 1932                                             |
| Антибольшевик | 1935                                                        |
| Артистичний вісник | 1905                                                        |
| Асекураційний Вістник | 1914—1918, 1920—1921                                        |
| Багаття | 1923—1925                                                   |
| Байдужі гинуть | 1923                                                        |
| Батьківщина | 1921                                                        |
| Батьківщина | 1934—1939                                                   |
| Батькôвщина | 1879—1896                                                   |
| Бесѣда | 1887—1898                                                   |
| Бесѣды русскихѣ пословѣ в Галицкомъ соймѣ: Додаток до «Батькôвщины» | 1883                                                        |
| Бескид | 1928—1933                                                   |
| Бескидъ | 1881                                                        |
| Бджола | 1908                                                        |
| Библьотека Рольничого Союза | 1930—1931                                                   |
| Бистрозір | 1937                                                        |
| Бібліографічний Вістник | 1914                                                        |
| Бібліотечний порадник | 1925—1925                                                   |
| Білі рожі в твоїм огороді… | 1913                                                        |
| Богданівські вісті | 1935                                                        |
| Богословіѧ | 1923—1939, 1943                                             |
| Богословскій Вѣстникъ | 1900—1903                                                   |
| Божі сліди | 1939                                                        |
| Бомба гумору й сатири | 1918                                                        |
| Боротьба | 1928 (21 жовтня)                                            |
| Боротьба | 1933                                                        |
| Боротьба молоді | 1932 (1 травня)                                             |
| Боянъ | 1867                                                        |
| Боян | 1929—1930                                                   |
| Будова | 1918                                                        |
| Будучина | 1909                                                        |
| Будучина | 1918                                                        |
| Будучність | 1899                                                        |
| Будучність | 1909                                                        |
| Будяк | 1921—1923                                                   |
| БУП | 1935—1936                                                   |
| Бюлетень Агітпропу ОК КПЗУ у Львові | 1927                                                        |
| Бюлетень Агітпропу ЦК і Львівського ЦК КПЗУ | 1928                                                        |
| Бюлетень видавництва «Народний Стяг» | 1936                                                        |
| Бюлетень видавничої спілки «Книжка» | 1929—1930                                                   |
| Бюлетень К! «Чорноморе» | 1937                                                        |
| Бюлетень Краєвої Екзекутиви ОУН | 1931—1934                                                   |
| Бюлетень Краєвого Конгресового Комітету | 1929                                                        |
| Бюлетень КСМЗУ | 1925                                                        |
| Бюлетень П. Б. ЦК КПЗУ | 1927—1928                                                   |
| Бюлетень Промбанку | 1938                                                        |
| Бюлетень секції молоді СРЄ | 1930                                                        |
| Бюлетень Союзу українських адвокатів | 1927                                                        |
| Бюлетень Української Краєвої Студентської Ради | 1923—1924                                                   |
| Бюлетень філії товариства «Просвіта» ім. Т. Шевченка у Львові | 1931                                                        |
| Бюлетень Центрального Комітету МОДР у Західній Україні | 1931                                                        |
| Бюлетень Центрального профспілкового виділу Центрального Ком. п. Зах. Укр. | 1930                                                        |
| Бюлетень ЦК КПЗУ | 1925                                                        |
| Бюлетень ЦК МОПРУ на Західній Україні | 1928                                                        |
| Бюлетень АПРОПА ЦК КПЗУ | 1924                                                        |
| В дорогу | 1923                                                        |
| В дорогу | 1927                                                        |
| Ватра | 1923—1924                                                   |
| Ватра | 1931                                                        |
| Веселка | 1931                                                        |
| Весна | 1911                                                        |
| Вечерницѣ | 1862—1863                                                   |
| Виборчі Вісти | 1907                                                        |
| Визволення | 1921                                                        |
| Виказ «Дару Просвіті» | 1926—1927                                                   |
| Відгуки | 1913                                                        |
| Відгуки | 1934 (2 березня)                                            |
| Відгуки | 1934 (2 вересня)                                            |
| Відгуки | 1935 (жовтень)                                              |
| Відродження | 1930—1939                                                   |
| Відьма | 1865                                                        |
| Вікна | 1927—1932                                                   |
| Вільна Спілка | 1921, 1923                                                  |
| Вільна Україна | 1921                                                        |
| Вільна школа | 1918                                                        |
| Віник | 1921—1922                                                   |
| Вѣночекъ | 1904—1908                                                   |
| Віночок для українських католицьких дітей: Додаток до «Правди» | 1932—1937                                                   |
| Віра і Наука | 1925—1930, 1933—1939                                        |
| Вісти з «Достави» | 1911—1914                                                   |
| Вісти з Запорожа | 1910—1914                                                   |
| Вісти з Лугу | 1926—1939, 1942—1944                                        |
| Вісти з маскаради | 1928                                                        |
| Вісти з філії Т-ва «Просвіта» ім. М. Шашкевича у Львові | 1934—1935                                                   |
| Вісти Першого Конгресу Українських інженерів | 1932                                                        |
| Вісти Промислової комісії | 1913                                                        |
| Вісти Українського Технічного Товариства у Львові | 1923                                                        |
| Вісті | 1933                                                        |
| Вісті | 1934                                                        |
| Вісті з українських товариств | 1912—1914                                                   |
| Вісті Народньої Організації Українців міста Львова | 1933                                                        |
| Вістник | 1933—1939                                                   |
| Вістник Драгоманівської молодіжи | 1917                                                        |
| Вістник Драгоманівської організації | 1917—1918                                                   |
| Вѣстник законовъ и распорѧженій краєвыхъ для Королевства Галиціи и Володимиріи разомъ съ Великимъ Княжествомъ Краковскимъ; Вістник законів і розпоряджень краєвих для Королівства Галичини і Володимириї з Великим Княжеством Краківським | 1866—1918                                                   |
| Вѣстник краєвого Правительства длѧ коронной области Галиціи и Володомеріи съ Кнѧжествами Освѣцимскимъ и Заторскимъ и съ Великимъ Кнѧжествомъ Краковскимъ                                                                                  | 1853—1854                                                   |
| Вѣстник краєвого Правительства длѧ оуправительствєнной области Намѣстничества во Львовѣ | 1854—1857                                                   |
| Вістник Маріїнських Товариств | 1926, 1936—1938                                             |
| Вѣстникъ «Народного Дома» | 1882—1914, 1918/1919, 1921, 1924                            |
| Вістник неуконституованої фондації «Народного Дому» | 1918/1919                                                   |
| Вѣстникъ рѧду краєвого длѧ области адмїнїстрацїйнои Намѣстництва въ Львовѣ | 1858—1859                                                   |
| Вість | 1938                                                        |
| Вѣче | 1880—1882                                                   |
| Вовченята | 1934                                                        |
| Вогні | 1931—1939                                                   |
| Волинська неділя | 1933—1938                                                   |
| Воля | 1900—1907                                                   |
| Воля Народа | 1921—1927                                                   |
| Вольне Слово | 1904—1905                                                   |
| Воскресеніе | 1928—1929, 1935—1937                                        |
| Вперед: Одноднівка | 1911 (грудень)                                              |
| Вперед! | 1911—1913, 1918—1922, 1924, 1929, 1931, 1933—1934           |
| Вперід | 1926—1928                                                   |
| Временникъ Института Ставропигійского съ мѣсяцесловомъ | 1863—1914, 1922—1929, 1931—1934, 1938                       |
| Всеобщій дневникъ земскихъ законовъ и Правительства длѧ коронной области Галиціи и Володимеріи съ Кнѧжествами Освѣцимскимъ и Заторскимъ и съ Великимъ Кнѧжествомъ Краковскимъ                                                             | 1849—1853                                                   |
| Всесвіт | 1936—1937                                                   |
| Газета Господарська | 1901—1902                                                   |
| Газета школьна | 1875—1879                                                   |
| Гайдамаки | 1902—1907                                                   |
| Галицкая Русь | 1891—1892                                                   |
| Галицкій Сіонъ | 1880—1882                                                   |
| Галицька Русь | 1936                                                        |
| Галичанинъ | 1862—1863                                                   |
| Галичанинъ | 1867—1870                                                   |
| Галичанинъ | 1893—1913                                                   |
| Галичо-Рускій Вѣстникъ | 1849—1850                                                   |
| Гарт | 1932                                                        |
| Гарт | 1933                                                        |
| Геть з Большевизмом | 1937—1938                                                   |
| Геть з нападом на Радянський Союз! | 1932                                                        |
| Голос | 1937—1939                                                   |
| Голосъ галицкихъ дякôвъ | 1910                                                        |
| Голос жовніра | 1933—1935                                                   |
| Голос залізничника | 1935                                                        |
| Голосъ народа | 1909—1915                                                   |
| Голос народа | 1926—1931                                                   |
| Голос нації | 1936                                                        |
| Голос Оборони Рільника | 1936, трав.                                                 |
| Голос праці | 1934, жовт.                                                 |
| Голос Соціяліста | 1924, 1926                                                  |
| Голосъ труда | 1909—1910                                                   |
| Голоси | 1935, груд.                                                 |
| Гомін краю | 1937—1938                                                   |
| Гомôнъ | 1862                                                        |
| Гордість нації | 1928—1930                                                   |
| Господарська часопись | 1910—1918                                                   |
| Господарський вістник | 1928                                                        |
| Господарський листок: Додаток до «Діла» | 1915                                                        |
| Господарський часопис | 1920                                                        |
| Господарсько-Кооперативний Часопис | 1921—1939, 1942—1944                                        |
| Господарь | 1869—1872                                                   |
| Господарь и Промышленникъ | 1879—1887                                                   |
| Готові | 1934—1935                                                   |
| Готовсь: Додаток до «Українського юнацтва» | 1935—1937                                                   |
| Громада незалежної думки | 1924                                                        |
| Громадська думка | 1920                                                        |
| Громадський Вістник | 1922—1923                                                   |
| Громадський Голос | 1895—1902, 1904—1914, 1916, 1922—1939                       |
| Громадськиj Друг | 1878                                                        |
| Громадянка | 1938                                                        |
| Дажбог | 1932—1935                                                   |
| Де правда? | 1928, 15 лют.                                               |
| Деревельний робітник | 1928, 15 лип.                                               |
| Дешева книжка | 1935—1939                                                   |
| Дзвін | 1878                                                        |
| Дзвін | 1905—1906                                                   |
| Дзвін: Одноднівка | 1921                                                        |
| Дзвôнокъ; Дзвінок | 1890—1914                                                   |
| Дзвіночок | 1931—1939                                                   |
| Дзвони | 1931—1939                                                   |
| Дѣло; Діло | 1880—1918, 1922—1939                                        |
| «Діло» і «Нове Слово» | 1913—1914                                                   |
| Діточа Нивка | 1933                                                        |
| Дневникъ оуставъ Паньства Королевства Галиціи и Великого Княжества Краковского | 1861                                                        |
| Днєвникъ Рускій | 1848                                                        |
| Дні | 1935                                                        |
| До боротьби | 1936, 8 лист.                                               |
| До зброї! | 1921                                                        |
| До наступу | 1934—1937                                                   |
| До сонцѧ | 1923—1924                                                   |
| Добра Книжка | 1926—1929                                                   |
| Добра Новына; Добра Новина | 1903                                                        |
| Добра Новина | 1913—1914                                                   |
| Добробут | 1930                                                        |
| Довкруги пластових справ | 1927, лип.                                                  |
| Додатокъ до «Батькôвщины» | 1886                                                        |
| Додаток до Вістника Неуконституованої фондації «Народного Дому» | 1922                                                        |
| Додаток до часопису «Український емігрант» | 1927                                                        |
| Додаток економічно-господарський і правничий «Народного Слова» | 1907                                                        |
| Додаток історично-лїтературний «Народного Слова» | 1907—1908                                                   |
| Додаток популярно-науковий «Народного Слова» | 1907                                                        |
| Додатокъ «Слова» для Громады; Додатокъ «Слова» для Громадъ | 1867                                                        |
| Доля | 1939                                                        |
| Домъ и Школа | 1863—1864                                                   |
| Домашнє огнище | 1931                                                        |
| Дорога: Додаток до «Громадського Голосу» | 1931, 9 трав.                                               |
| Дорога | 1937—1938                                                   |
| Досвітні вогні | 1935—1937                                                   |
| Друг | 1874—1877                                                   |
| Другъ Народа | 1876                                                        |
| Друкар | 1926, 12 верес.                                             |
| Дубовий листок | 1927                                                        |
| Дуля | 1864                                                        |
| Думы о Родинѣ | 1923                                                        |
| Душпастырь | 1887—1898                                                   |
| Дяківські відомости | 1925—1933                                                   |
| Економіст | 1904—1914                                                   |
| Емігрант | 1910—1914                                                   |
| Емігрант | 1923                                                        |
| Экономичный Листокъ | 1907                                                        |
| Євангелист | 1929, 1931—1932                                             |
| Єдність Сель-Роба | 1928, 13 квіт.                                              |
| Єдність «Сель-Робу» | 1928, 1 берез.                                              |
| Єдність «Сель-Робу» | 1928, з1 берез.                                             |
| Єрінії | 1925                                                        |
| Жалібна книга | 1922                                                        |
| Жало: Додаток до «Громадського Голосу» | 1907                                                        |
| Жало | 1913—1914, 1923                                             |
| Жельманъ | 1863                                                        |
| Жерела до істориі України-Руси; Жерела до істориї України | 1895, 1897—1898, 1900—1901, 1903, 1908, 1911, 1913, 1924    |
| Жива сцена: Чвертьрічний додаток «Вікон»… | 1930                                                        |
| Живая мысль | 1902—1905                                                   |
| Живе Слово | 1939                                                        |
| Живий днєвник | 1904                                                        |
| Живое слово | 1899                                                        |
| Жизнь | 1922—1923                                                   |
| Житє | 1912—1914                                                   |
| Житє і Слово | 1894—1897                                                   |
| Життя і знання | 1927—1939                                                   |
| Життя і мистецтво | 1920                                                        |
| Життя і право | 1928—1939                                                   |
| Життя і слово | 1931                                                        |
| Життя і школа: Педаґоґічно-науковий додаток до «Учительського Слова» | 1923                                                        |
| Життя й література: Безплатний додаток до «Сили» | 1932                                                        |
| Жінка | 1935—1939                                                   |
| Жіноче діло: Безплатний додаток до «Діла» | 1912                                                        |
| Жіночий вістник | 1922                                                        |
| Жіночий голос | 1931—1939                                                   |
| Жорна | 1933—1934                                                   |
| Жужель | 1937—1938                                                   |
| З днів радости і смутку | 1928, листоп.                                               |
| З за крат | 1935                                                        |
| За активну ощадність | 1937—1938                                                   |
| За єдність Сель-Роба! | 1928, 23 січ.                                               |
| За одноцілий фронт боротьби | 1934                                                        |
| За Роб-Сель єдність | 1928, 1 квіт.                                               |
| За Україну | 1928, серп.                                                 |
| За Україну | 1933                                                        |
| Заграва | 1923—1924                                                   |
| Записки Наукового Товариства імени Шевченка | 1892—1915, 1917—1922, 1924—1931, 1933, 1935, 1937           |
| Записки Українського пластуна | 1927                                                        |
| Записки чина св. Василія Великого | 1924—1928, 1930, 1932, 1935                                 |
| Заступник | 1936                                                        |
| Звено | 1932—1933                                                   |
| Звідомлення Українського технічного товариства | 1933—1935                                                   |
| Зв'язок: Одноднівка | 1936                                                        |
| Здоровлє | 1912—1914                                                   |
| Зелена рута | 1938                                                        |
| Залізничник | 1910—1913                                                   |
| Залїзничник | 1918                                                        |
| Земледѣлець | 1912                                                        |
| Земля і Воля | 1906—1912, 1919—1920, 1922—1924                             |
| Земля і воля | 1925—1929                                                   |
| Земля і Воля | 1928—1939                                                   |
| Зеркало | 1882—1883, 1886, 1889—1893, 1906—1908                       |
| Зиз | 1924—1933                                                   |
| Зьільник молодецьких праць | 1884                                                        |
| Зірка | 1920                                                        |
| Змаг | 1934                                                        |
| Знаки Часу | 1927—1931                                                   |
| Знання | 1935—1936                                                   |
| Золотая Грамота: Прилог до ч.ч. «Страхопуда» | 1864—1867                                                   |
| Золотий гомін | 1925                                                        |
| Зоря | 1880—1897                                                   |
| Зоря | 1921, 30 жовт.                                              |
| Зорѧ Галицка; Зоря Галицка | 1848—1857                                                   |
| Зрив | 1935—1936                                                   |
| З. Ф. О. | 1911                                                        |
| Ідім слідами св. священомученика Йосафата; Ідім слідами св. Йосафата | 1935—1937                                                   |
| Ілюстрована Газета | 1933                                                        |
| Ілюстрована Україна | 1912—1914                                                   |
| Ілюстрований додаток до «Українських Вістей» | 1936—1939                                                   |
| Ілюстрований додаток «Нового часу» | 1925—1926, 1939                                             |
| Ілюстрований журнал | 1925                                                        |
| Ілюстровані вісті: Безплатний додаток до «Сили» | 1931                                                        |
| Інформаційний бюлетень | 1932                                                        |
| Інформаційний бюлетень Групи б. КПЗУ — більшости | 1929                                                        |
| Інформаційний листок; Інформаційний листок Агітпропу ЦК КПЗУ | 1926—1927                                                   |
| Інформаційний листок Української Краєвої Студентської Ради | 1923                                                        |
| Іскра; Искра | 1903                                                        |
| Іскра | 1903—1904                                                   |
| Іскра | 1929                                                        |
| Історичний Вістник | 1923                                                        |
| Каменярі | 1932—1939                                                   |
| Карби | 1933                                                        |
| Карпатскій звонъ | 1937—1939                                                   |
| Касарня; Казарма | 1930—1932                                                   |
| Катехитичний місячник | 1911                                                        |
| Католицька акція | 1934—1939                                                   |
| Католицький Всхід | 1904—1907                                                   |
| Кібель | 1925—1926                                                   |
| Кіно | 1930—1936                                                   |
| Клепайло | 1860—1863                                                   |
| Кличі | 1918                                                        |
| Книжник | 1927                                                        |
| Книжочка миссійна | 1890—1911                                                   |
| Колосок: Приложеніе к «Русскому Голосу» | 1932—1933                                                   |
| Колосся: Літературно-науковий додаток «Нового Села» | 1938—1939                                                   |
| Комар | 1900—1905                                                   |
| Комар | 1933—1939                                                   |
| Комсомолець ЗУ | 1934—1935                                                   |
| Комуністичний прапор | 1930—1931                                                   |
| Кооперативна Республика; Кооперативна Республіка | 1928—1939                                                   |
| Кооперативна Родина | 1934—1939                                                   |
| Кооперативне Молочарство | 1926—1939                                                   |
| Кооперативний Вістник | 1928—1939                                                   |
| Кооперативні Вісті | 1931—1932                                                   |
| Кредитова кооперація | 1938—1939                                                   |
| Критика | 1914                                                        |
| Критика | 1933                                                        |
| Кропива: Додаток до «Основи» | 1892                                                        |
| Культура | 1924—1934                                                   |
| Купецькі вісти | 1926                                                        |
| Лада | 1853                                                        |
| Ластôвка | 1869—1881                                                   |
| Ласточка | 1922—1923                                                   |
| Левада | 1898—1902                                                   |
| Лемко | 1911—1913                                                   |
| Лемко: Додаток | 1912—1913                                                   |
| Листокъ | 1908—1914                                                   |
| Листокъ: Додаток до «Науки» | 1936—1938                                                   |
| Листокъ Господарскій: Прилога до «Господаря и Промышленника» | 1883                                                        |
| Листок правды | 1905                                                        |
| Литературная прилога для цѣлорічних пренумератовъ «Слова» | 1867—1868                                                   |
| Литературное приложеніе къ «Червоной Руси» | 1889                                                        |
| Лицарство Богородиці; Лицарство Пресвятої Богородиці | 1935—1939                                                   |
| Лікарський вістник; Лікарський вісник | 1920—1921, 1925—1939                                        |
| Літаври | 1929, черв.                                                 |
| Література. Мистецтво. Наука: Додаток до «Мети» | 1931—1932                                                   |
| Літературний Гарт: Безплатний додаток до «Гарту» | 1933                                                        |
| Літературний додаток «Нового часу» | 1925                                                        |
| Літературні Вісти | 1927—1928                                                   |
| Літературно-Науковий Вістник | 1898—1914, 1917—1919, 1922—1932                             |
| Літопис Національного музею | 1934—1938                                                   |
| Літопис Червоної Калини | 1929—1939                                                   |
| Луговик | 1926—1928                                                   |
| Луна | 1907                                                        |
| Львôвско-Архіепархіяльни Вѣдомости; Львівські Архієпархіяльні Відомости | 1889—1944                                                   |
| Львівські Вісти | 1929                                                        |
| Львівські Вісти | 1937—1938                                                   |
| Львівські парохіяльні вісти | 1933                                                        |
| Львовскій Вѣстникъ | 1915                                                        |
| Львовское военное слово | 1914—1915                                                   |
| Люмен | 1926                                                        |
| Маєва одноднівка «Вперед» | 1920, 1 трав.                                               |
| Маківка | 1917, 29 цвітня                                             |
| Малі друзі | 1937—1938, 1940—1944                                        |
| Мамай | 1923                                                        |
| Маскарадні вісти | 1927                                                        |
| Маски | 1923                                                        |
| Маслосоюзник | 1929                                                        |
| Масовий театр: Безплатний додаток до «Сили» | 1930—1932                                                   |
| Маяк | 1938—1939                                                   |
| Маяк:Одноднівка | 1938, січ.                                                  |
| Мета | 1863—1865                                                   |
| Метеор | 1924—1925                                                   |
| Методика і шкільна практика; Методика | 1930—1938                                                   |
| Ми | 1933—1937, 1939                                             |
| Ми і Світ | 1938—1939                                                   |
| Миръ | 1885—1887                                                   |
| Мисійний листокъ: Додаток до газ. «Христіянскій Голосъ» | 1911—1914                                                   |
| Мистецтво | 1932—1933, 1935—1936                                        |
| Мистецтво і культура | 1930                                                        |
| Мистецтво і культура | 1939                                                        |
| Мистецтво і світ | 1938—1939                                                   |
| Митуса | 1922                                                        |
| Міжнародний робітничий рух | 1928—1929                                                   |
| Місіонарь; Місіонар | 1897—1919, 1921—1944                                        |
| Млинар | 1927                                                        |
| Молода Україна | 1900—1903                                                   |
| Молода Україна | 1905                                                        |
| Молода Україна | 1910                                                        |
| Молода Україна | 1923—1926                                                   |
| Молоде життя | 1921—1933                                                   |
| Молоде Село: Безплатний додаток до «Нового Села» | 1936—1939                                                   |
| Молодецька праця | 1884                                                        |
| Молодечий прапор | 1928, 1 трав.                                               |
| Молодий комуніст | 1925                                                        |
| Молодий підприємець | 1937                                                        |
| Молодий пролетар | 1924, листоп.                                               |
| Молодий Пролєтар | 1924, трав.-черв.                                           |
| Молодий Самохотник | 1918                                                        |
| Молодий Спартак | 1931—1934                                                   |
| Молоді Друзі | 1938                                                        |
| Молоді Каменярі | 1928—1932                                                   |
| Молоді робітники | 1931—1933                                                   |
| Молодняк | 1931                                                        |
| Молодняк | 1932                                                        |
| Молодняк | 1938—1939                                                   |
| Молот | 1878                                                        |
| Молот: Одноднівка | 1929, берез.                                                |
| Молочарська часопись | 1913—1914                                                   |
| Музична хроніка | 1934—1939                                                   |
| Музичний вістник | 1930                                                        |
| Музичний додаток до «Артистичного Вістника» | 1905                                                        |
| Музичний листок | 1925                                                        |
| Музичні вісти | 1934                                                        |
| Музичні вісті | 1938                                                        |
| Муравель | 1934                                                        |
| На глибінь: Неперіодичний додаток до «Вістника Марійських Товариств» | 1938                                                        |
| На зустріч сонцю | 1932—1933                                                   |
| На Розсьвіті | 1907                                                        |
| На рубежѣ | 1927—1928                                                   |
| На сліді | 1936—1939                                                   |
| На старт!: Одноднівка | 1932                                                        |
| На хвилях | 1936, 4 січня                                               |
| Назустріч | 1934—1938                                                   |
| Напередодні | 1937—1938                                                   |
| Напереломі | 1938—1939                                                   |
| Народ | 1890—1895                                                   |
| Народ Собі | 1936                                                        |
| Народна Часопись | 1890—1914                                                   |
| Народне слово | 1907—1911                                                   |
| Народнє Здоровля | 1937—1939                                                   |
| Народня Просвіта | 1923—1927                                                   |
| Народня Справа | 1928—1939                                                   |
| Народня Трибуна | 1930—1932                                                   |
| Наука | 1871—1903                                                   |
| Наука | 1906—1908                                                   |
| Наука | 1924—1939                                                   |
| Наука й письменство | 1924                                                        |
| Науковий додаток до «Учителя» | 1911—1914                                                   |
| Націоналистъ | 1912                                                        |
| Національна політика | 1938—1939                                                   |
| Наш Голос | 1910—1911                                                   |
| Наш клич | 1933                                                        |
| Наш лемко | 1934—1939                                                   |
| Наш молодечий прапор | 1928, 25 серпня                                             |
| Наш Прапор: Відділ часопису «Поступ…» | 1921                                                        |
| Наш Прапор | 1923—1924                                                   |
| Наш прапор: Одноднівка | 1928, 12 червня                                             |
| Наш Прапор | 1932—1939                                                   |
| Наш Приятель | 1922—1939                                                   |
| Наш Путь | 1935—1937                                                   |
| Наш світ | 1924—1925, 1935—1936                                        |
| Наш фронт | 1933                                                        |
| Наш шлях | 1922                                                        |
| Наш шлях: Одноднівка | 1924, 8 лютого                                              |
| Наша Батьківщина | 1937—1939                                                   |
| Наша бесіда | 1926—1927                                                   |
| Наша Думка | 1932—1933                                                   |
| Наша ґазетка | 1936                                                        |
| Наша земля | 1930—1932                                                   |
| Наша Зоря | 1939                                                        |
| Наша культура | 1935—1937                                                   |
| Наша мета | 1919—1920, 1922                                             |
| Наша мета: Одноднівка | 1924, 5 лютого                                              |
| Наша правда | 1921—1935                                                   |
| Наша праця | 1918                                                        |
| Наша праця | 1920                                                        |
| Наша школа | 1909—1914, 1916—1918                                        |
| Наше життя | 1920                                                        |
| Наше Завтра | 1931, 15 грудня                                             |
| Наше Зілля | 1939                                                        |
| Наше Пасїчництво | 1910                                                        |
| Наше світло | 1930, 12 падолиста                                          |
| Наше слово | 1907                                                        |
| Наше Слово | 1927—1930                                                   |
| Наше Слово | 1936—1937                                                   |
| Нашим інвалідам | 1922                                                        |
| Наші вісти | 1924                                                        |
| Наші вісти | 1925—1926                                                   |
| Наші зови | 1933                                                        |
| Наші кроки | 1939, 20 черв.                                              |
| Не поборні | 1935—1936                                                   |
| Недільна газета | 1927                                                        |
| Недѣлѧ | 1865—1866                                                   |
| Недїля | 1911—1912                                                   |
| Неділя | 1928—1939                                                   |
| Незатесаним олівцем | 1933                                                        |
| Нива | 1865                                                        |
| Нива | 1904—1914, 1916—1918, 1920—1939                             |
| Нова зоря | 1926—1939                                                   |
| Нова кооперація | 1930                                                        |
| Нова Культура | 1923—1924                                                   |
| Нова Молодь: Додаток до «Батьківщини» | 1935                                                        |
| Нова Рада | 1919—1920                                                   |
| Нова хата | 1925—1939                                                   |
| Новая Жизнь | 1908—1909                                                   |
| Новая Жизнь | 1913                                                        |
| Нове зеркало | 1910                                                        |
| Нове світло | 1930                                                        |
| Нове Село | 1930—1939                                                   |
| Нове Слово | 1912—1914                                                   |
| Нове Слово | 1932—1933                                                   |
| Новє Зеркало | 1883—1885                                                   |
| Новий Вістник | 1902                                                        |
| Новый Галичанинъ | 1889—1891                                                   |
| Новий голос | 1937                                                        |
| Новий Громадський голос | 1937                                                        |
| Новый Край | 1915                                                        |
| Новый Проломъ | 1883—1887                                                   |
| Новий Час | 1918                                                        |
| Новий Час | 1923—1939                                                   |
| Новий шлях | 1925—1926                                                   |
| Новины | 1849                                                        |
| Новини | 1939                                                        |
| Нові шляхи | 1929—1932                                                   |
| Новітній ремісник | 1938—1939                                                   |
| Новое Вѣче: Прилога до «Нового Пролома» | 1883                                                        |
| Новости | 1917                                                        |
| Новости | 1937                                                        |
| Новость | 1881—1883                                                   |
| Обіжник | 1929                                                        |
| Обіжник Центрального Комітету Комуністичної партії ЗУ | 1931—1932                                                   |
| Обнова | 1920—1921                                                   |
| Обрії | 1936—1937                                                   |
| Огни | 1930—1933                                                   |
| Одноднівка Єдности Сель-Роба | 1928, 15 лют.                                               |
| Одноднівка Промбанку | 1938, листоп.                                               |
| Одноднівка Робітничо-селянських об'єднань | 1929, 24 черв.                                              |
| Орленя | 1938—1939                                                   |
| Оса | 1912                                                        |
| Освіта | 1930—1931                                                   |
| Основа | 1870—1872                                                   |
| Основа | 1892                                                        |
| Основа | 1906—1913                                                   |
| Очаг | 1936—1939                                                   |
| Ощадність: Додаток до «Господарсько-Кооперативного Часопису» | 1929—1932                                                   |
| Партійний бюлетень | 1924                                                        |
| Партробітник | 1935                                                        |
| Перемога | 1933—1936                                                   |
| 1 Конгрес Ф. Н. Є.: Одноднівка | 1936, 20 верес.                                             |
| 1 Май: Одноднівка | 1921                                                        |
| 1 Май: Одноднівка | 1922                                                        |
| 1-ший Май: Одноднівка | 1924, 1 мая                                                 |
| Пес | 1922                                                        |
| Писанка | 1911                                                        |
| Письмо до Громады | 1863—1865, 1867—1868                                        |
| Письмо до Громады: Додатокъ до «Слова» | 1867                                                        |
| Письмо зъ «Просвѣты» | 1877—1879                                                   |
| Письмо з Просвіти | 1907—1914, 1916, 1921—1922                                  |
| Під прапором Просвіти: Безплатний додаток до «Просвіти» | 1938—1939                                                   |
| Підкарпатські Вісти; Підкарпатські Вісті | 1933                                                        |
| Підойма | 1939                                                        |
| Післанець Правди | 1927—1939                                                   |
| Пластова зірка | 1928                                                        |
| Пластова Стежка | 1918—1919                                                   |
| Пластовий Впоряд | 1922                                                        |
| Пластовий Провід | 1928—1929                                                   |
| Пластовий Табор: Додаток до «Вістий з Запорожа» | 1914                                                        |
| Пластовий шлях | 1930                                                        |
| Плуг і Гарт: Додаток до «Громадського Голосу» | 1929                                                        |
| Поборовець Революційний | 1932                                                        |
| Повѣсти и пѣсни: Додатокъ до «Слова» | 1866                                                        |
| Поезія | 1906                                                        |
| Політвязень | 1933                                                        |
| Політика | 1925—1926                                                   |
| Політичний вязень | 1931                                                        |
| Політичний в'язень Західної України | 1928                                                        |
| Політичний інформаційний бюлетень | 1934—1937                                                   |
| Популярно-наукові реферати | 1935—1938                                                   |
| Посланникъ | 1889—1911                                                   |
| Поступ | 1921—1930                                                   |
| Потас | 1935                                                        |
| Поученіѧ Церковныѧ; Поученія Церковныя | 1853—1854                                                   |
| Правда | 1867—1870, 1872—1880, 1888—1898                             |
| Правда | 1905                                                        |
| Правда | 1920                                                        |
| Правда | 1927—1939                                                   |
| Правничий Вістник | 1910—1911, 1913                                             |
| Право: Безплатний додаток до «Нового часу» | 1934                                                        |
| Практичне Садівництво | 1933—1938                                                   |
| Практичний Порадник: Практичний Порадник для українських ремісників | 1934—1935                                                   |
| Прапор | 1908—1912                                                   |
| Прапор | 1924                                                        |
| Прапор комунізму | 1930—1932                                                   |
| Праці Комісії клясичної фільольоґії Наукового Товариства імени Шевченка | 1919                                                        |
| Праця | 1904—1905                                                   |
| Праця | 1909—1910                                                   |
| Праця | 1914                                                        |
| Праця | 1927—1934                                                   |
| Праця і згода | 1899                                                        |
| Пресвятая Богородице, спаси нас! | 1938—1939                                                   |
| Пресовий бюлетень Червоної допомоги Західної України | 1929                                                        |
| Пресовий бюлєтин; Пресовий бюлетин для вжитку преси | 1931, 1937                                                  |
| Прикарпатская Русь: Мѣсячное приложеніе къ «Слову» | 1885—1887                                                   |
| Прикарпатская Русь | 1909—1915                                                   |
| Прикарпатская Русь | 1918—1921                                                   |
| Приложеніе къ «Галичанину» | 1889                                                        |
| Пробій | 1919—1920                                                   |
| Пробій: Безплатний додаток до газ. «Наш клич» | 1933                                                        |
| Пробоєм | 1934                                                        |
| Провідник до Українських фірм та інституцій в краю і закордоном | 1935                                                        |
| Провідник «Рільничих кружків» | 1900—1914                                                   |
| Проломѣ | 1880—1882                                                   |
| Пролом | 1922—1923                                                   |
| Пролом: Одноднівка | 1934                                                        |
| Пролом: Одноднівка | 1934—1935                                                   |
| Просвіта | 1936—1939                                                   |
| Просьвітні Листки | 1907—1908                                                   |
| Проти хвиль | 1928—1929                                                   |
| Професійний Вістник | 1928—1932                                                   |
| Професійні Вісти | 1926—1929                                                   |
| Професійні Вісті | 1933—1935                                                   |
| Професіональний Вістник | 1920                                                        |
| Пчілка | 1906                                                        |
| Пчола | 1849                                                        |
| Рада | 1925—1934                                                   |
| Радикал | 1895—1896                                                   |
| Радіо — Фото — Кіно — Спорт | 1931                                                        |
| Разсвет | 1923—1924                                                   |
| Ранок | 1937—1938                                                   |
| Революційна хроніка | 1932                                                        |
| Революційний Поборовець | 1932                                                        |
| Рекорд | 1937—1938                                                   |
| Рідна Школа | 1927                                                        |
| Рідна Школа | 1932—1939                                                   |
| Рідний грунт | 1935                                                        |
| Рідний край | 1920—1923                                                   |
| Різдвяна Зірка: Додаток до «Нового Села» | 1939, 8 січня                                               |
| Рільничі відомости | 1906—1914                                                   |
| Рільничі відомості | 1934—1938                                                   |
| Робітник | 1910                                                        |
| Робітник | 1916                                                        |
| Робітник | 1925                                                        |
| Робітник Профспілчанин | 1928, 29 липня                                              |
| Робітнича думка | 1924, 26 лютого                                             |
| Робітнича мета | 1924, 11 лютого                                             |
| Робітнича одноднівка | 1928, 1 березня                                             |
| Робітнича Справа | 1928                                                        |
| Робітнича трибуна | 1922                                                        |
| Робітниче слово | 1924, 6 березня                                             |
| Робітниче Слово | 1938                                                        |
| Робітничий Голос | 1938—1939                                                   |
| Робітничі Вісті | 1928                                                        |
| Робітничо-селянська єдність | 1928, 1 березня                                             |
| Робітничо-селянська єдність | 1928, лютий                                                 |
| Робітничо-селянська одноднівка | 1928, 15 травня                                             |
| Робітничо-селянська сила | 1928, 15 липня                                              |
| Робітничо-селянська солідарність | 1928, 1 травня                                              |
| Розвідчик | 1920                                                        |
| Розрада | 1924                                                        |
| Роспорѧженѧ краєвыхъ оурѧдовъ длѧ Королевства Галиціи и Великого Кнѧжества Краковского | 1861, 1863—1865                                             |
| Роспорѧженѧ краєвыхъ оурѧдовъ длѧ Королевства Галиціи и длѧ Буковины | 1860                                                        |
| Русалка | 1866                                                        |
| Русалка | 1868—1870                                                   |
| Руска нива | 1938                                                        |
| Руска Правда | 1922                                                        |
| Руска Хата | 1905—1906                                                   |
| Руский Селянин | 1903—1913                                                   |
| Руслан | 1897—1914                                                   |
| Русская нива | 1912, 1914                                                  |
| Русскій Голосъ | 1922—1939                                                   |
| Русскій эмигрантъ | 1929                                                        |
| Русское Слово | 1890—1914                                                   |
| Русь | 1867                                                        |
| Русь | 1885—1887                                                   |
| Русь | 1909                                                        |
| Русь | 1921—1922                                                   |
| Русь: Одноднівка | 1934, 9 червня                                              |
| Рута | 1938—1939                                                   |
| Руханка і спорт | 1926                                                        |
| Руханка й спорт: Додаток до «Нового Часу» | 1934                                                        |
| Руханковий додаток «Сокільських Вістей» | 1929—1931                                                   |
| Руханково-сокільський вісник | 1922—1923                                                   |
| Сад і город | 1939                                                        |
| Самоосвітник | 1937—1939                                                   |
| Самопоміч | 1909—1914                                                   |
| Самостійна Україна | 1905                                                        |
| Сатирично-гумористичний… Пластовий Віник | 1921—1922                                                   |
| Свій до свого: Одноднівка | 1935, грудень                                               |
| Світ | 1881—1882                                                   |
| Світ | 1925—1929                                                   |
| Світ: Додаток до «Неділі» | 1931                                                        |
| Світ Дитини | 1919—1939                                                   |
| Світ Українки | 1928—1939                                                   |
| Світанок | 1935                                                        |
| Світанок | 1936—1937                                                   |
| Світло | 1921—1922                                                   |
| Світло й тінь | 1933—1939                                                   |
| Світло марксизму: Одноднівка | 1928, вересень                                              |
| Світогляд: Одноднівка | 1936, червень                                               |
| Свобода | 1897—1919, 1922—1938                                        |
| Своїми силами | 1933                                                        |
| Свято Христіянської України | 1938—1939                                                   |
| Святоіванські вогні | 1933—1934                                                   |
| Сель-Роб | 1927—1932                                                   |
| Сельская рада | 1850                                                        |
| Селянин | 1903—1905                                                   |
| Селянин | 1929—1935                                                   |
| Селянська правда | 1931, 7 січня                                               |
| Семейная Библиотека | 1855—1856                                                   |
| Сикавка | 1893                                                        |
| Сила | 1930—1932                                                   |
| Сівач | 1936—1939                                                   |
| Сільський світ | 1923—1931                                                   |
| Сільсько-господарська кооперація: Додаток до «Сільського Господаря» | 1931                                                        |
| Сіонъ Рускій | 1871—1880, 1883—1885                                        |
| Січові Вісти | 1912—1914, 1922—1924                                        |
| Слово | 1861—1887                                                   |
| Слово | 1922—1923                                                   |
| Слово | 1936—1938                                                   |
| Слово Боже: Прилога мѣсячная до «Науки» | 1879—1881                                                   |
| Слово до Громады: Додатокъ до «Слова» | 1869—1870                                                   |
| Слово правди | 1932                                                        |
| Службовик | 1920—1939                                                   |
| Смолоскип | 1937                                                        |
| Смолоскипи | 1927—1929                                                   |
| Сніп: місячний додаток до «Громадського Голосу» | 1937—1938                                                   |
| Сокільські Вісти | 1908—1909                                                   |
| Сокільські вісти | 1928—1939                                                   |
| Соціялістична Думка | 1921—1923                                                   |
| Спартак | 1922                                                        |
| Спартак | 1926—1928, 1933                                             |
| Спільна праця | 1937                                                        |
| Спорт | 1925—1926                                                   |
| Спорт | 1936—1937                                                   |
| Спорт і молодь | 1931                                                        |
| Спортові вісти | 1931, 1933                                                  |
| Стара Україна | 1924—1925                                                   |
| Стежа | 1929                                                        |
| Стінний часопис «Сільський господар» | 1929—1930                                                   |
| Страхопудъ | 1863—1868, 1872—1873, 1880—1882, 1886—1905, 1912—1913, 1930 |
| Стрибозиз; Стрибожич | 1932—1933                                                   |
| Стрѣла | 1895                                                        |
| Стрілецький щит | 1917                                                        |
| Студентський вістник | 1935—1937                                                   |
| Студентський вістник | 1938—1939                                                   |
| Студентський шлях | 1931—1934                                                   |
| Студентський шлях: Одноднівка | 1931, березень                                              |
| Студентські вісти | 1923                                                        |
| Студентські вісті | 1937                                                        |
| Супряга | 1926—1928                                                   |
| Сьвіт; Світ | 1906—1907, 1917—1918                                        |
| Сьогочасне й Минуле | 1939                                                        |
| Сяйво | 1929—1931                                                   |
| Театр | 1935                                                        |
| Театральне мистецтво | 1922—1924                                                   |
| Технічні вісти | 1925—1939                                                   |
| Ті, що греблі рвуть: Одноднівка | 1928, 1 червня                                              |
| Товариш | 1888                                                        |
| Товариш | 1914                                                        |
| Торговельний Інформатор | 1938—1939                                                   |
| Торговельно-промислова одноднівка | 1929, 25 грудня                                             |
| Торговельно-промислові відомости | 1908                                                        |
| Торгові Вісти | 1914                                                        |
| Торговля і Промисел | 1934—1939                                                   |
| Туристика і краєзнавство: Додаток до «Нового часу» | 1925                                                        |
| У століття «Русалки Дністрової»: Ювілейна одноднівка | 1937, 1 липня                                               |
| Ударник | 1932                                                        |
| Українка | 1938—1939                                                   |
| Українрадіо | 1931                                                        |
| Українська Господиня | 1929                                                        |
| Українська Думка | 1920                                                        |
| Українська Думка | 1924                                                        |
| Українська думка | 1932—1933                                                   |
| Українська Ілюстрація | 1934                                                        |
| Українська книга | 1937—1939, 1942—1943                                        |
| Як на долоні | 1937—1938                                                   |